# 天津神社
天津神社，也称天津日本神社，是位于近代天津日租界大和公园内的神道教祭祀场所，祭祀天照大神与明治天皇，神社建筑采用了日本传统的神明造建筑风格，位于现鞍山道与山东路交叉口西北侧。1945年，日军战败后，天津神社作为日本侵华的象征物被拆毁。

## 历史

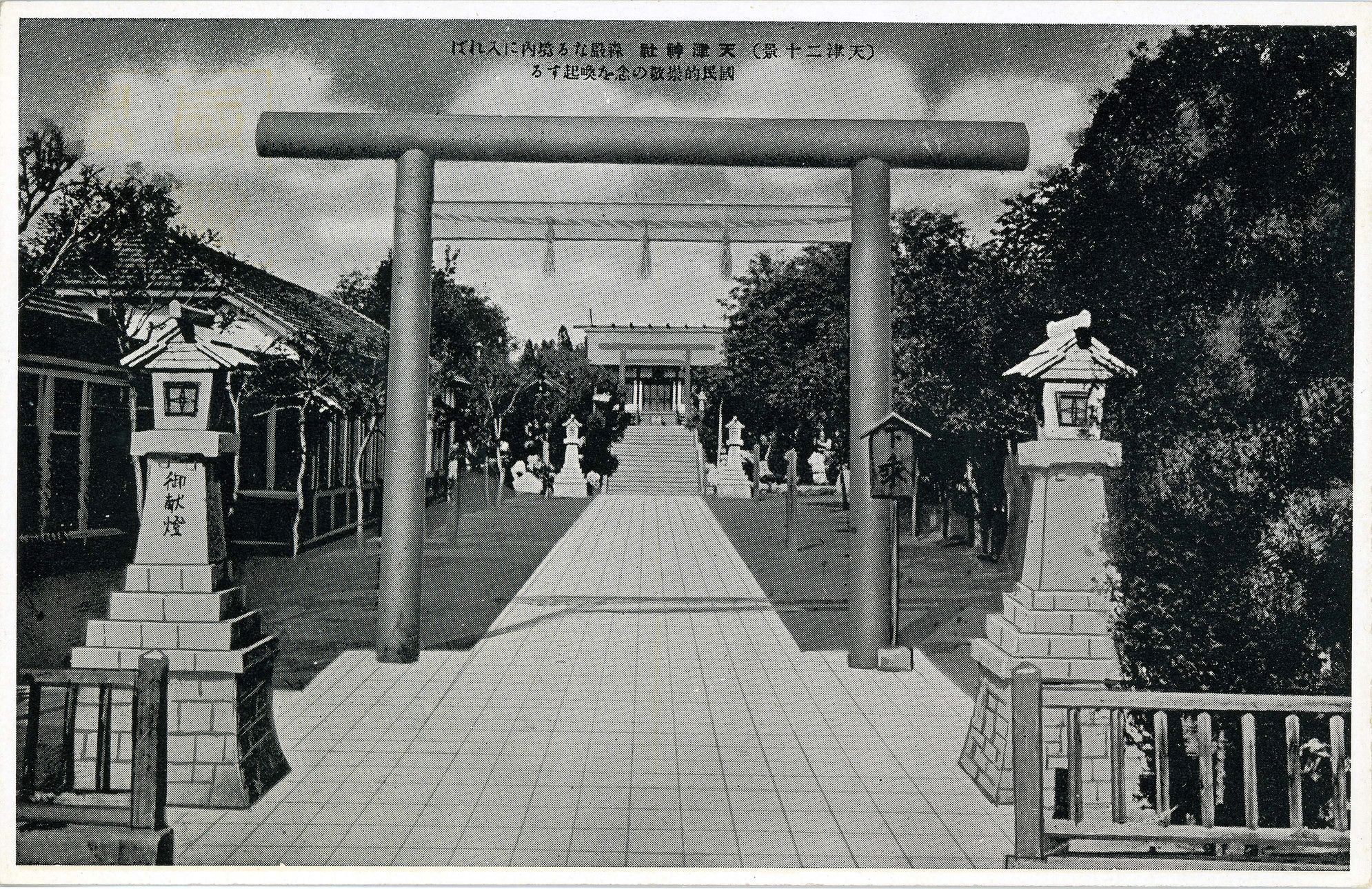
明信片中的天津神社

1915年，天津日本居留民团为庆祝大正天皇“即位礼”的举行，决议在天津日租界大和公园设立天津神社。后因洪灾导致神社建设延期，直到1920年天津神社才正式建成。
1945年，日军战败后，天津神社作为日本侵华的象征物被拆毁。
2014年4月27日，据日本研究者实地调查，该神社已经无遗迹存在，原址已经建设为一座中国石油加油站。